# 胎息經
高上玉皇胎息經，簡稱《胎息經》。撰人以及著作年代不詳，似出於唐代。此經為七言韻文，全篇僅八十八字論述胎息要旨，收入《正統道藏》洞真部本文類。
胎息為道家養生之術，淵源甚古，可追溯至先秦兩漢的「行氣」呼吸之術，《抱朴子內篇》〈遐覽〉有著錄以「胎息」為名的道經，此後歷代修習者，絡繹不絕。

## 題解
胎息，道教煉養方法之一。指至深入靜之呼吸，達到有如嬰兒在母胎之中，不用口鼻而用丹田行內呼吸的「真息」境界。
《抱朴子內篇》〈釋滯〉說：「得胎息者，能不以鼻口噓吸，如在胞胎之中，則道成矣」。內丹家視胎息為修煉內丹術的重要功法，「胎息，實曰內丹。非只治病，決定延年。久久行之，名列上仙」「含守於真息。又云神息定而金木交，心意寧而龍虎會，此內丹之真胎息之用也」。

## 內容
論述胎息修煉法中「氣」和「神」的關係，主張「胎」從氣中結，氣從胎中息。若氣在身中，神不離身；若神住身內，氣不離身。所以修行者要瞭解「神」與「氣」的相注關係，從而「固守虛無，以養神氣」。

## 注解
- （唐）幻真先生《胎息經註》
- （明）王文祿《胎息經疏略》
- 張義尚，《胎息經》註釋，1982年，第3期《氣功》雜誌

## 影響
《胎息經》對後代氣功的實踐有很大影響。唐代修習胎息法的人特別多，出現了大量有關胎息法的著述。《諸真聖胎神用訣》收錄了這一時期二十多家的胎息法，雖然各家功法側重不同，但均師承《胎息經》的修持法則。相傳為唐代道士司馬承禎所著的《胎息精微論》，對胎息養生的原理，有更為深刻的闡述。

## 外部連結
- 《胎息經》註釋 （页面存档备份，存于）
- 高上玉皇胎息經註解 （页面存档备份，存于）
- 道教胎息術今探 （页面存档备份，存于）
- 談胎息(上)  （页面存档备份，存于） 谈胎息(下)
- 康仲熊《服內元炁訣》考 （页面存档备份，存于）